# Alfonso Troisi
Alfonso Adolfo José Troisi Couto dit Charles, né le 21 janvier 1954 à Buenos Aires, est un footballeur argentin des années 1970 et 1980.

## Biographie
En tant qu'attaquant, il commença sa carrière en D1 argentine avec Club Atlético Chacarita Juniors, terminant relégable en 1973-1974.
Il joua ensuite à l'OM, avec qui il joua 9 matchs en championnat pour un but (but marqué à Gerland lors de la 27e journée contre Lyon à la 69e minute (1-0)). Il termina vice-champion de D1 en 1975.
Il joua ensuite une saison à Montpellier HSC, en D4 française, remportant un titre.
Puis il fit sept saisons en Espagne, à Hércules Alicante (quatre saisons), puis à l'AD Almería (une saison) et à Córdoba CF (deux saisons). Il ne remporta aucun titre avec ces clubs.

## Clubs
- 1973-1974 :  Chacarita Juniors
- 1974-1975 :  Olympique de Marseille
- 1975-1976 :  Montpellier PSC
- 1976-1980 :  Hércules de Alicante
- 1980-1981 :  AD Almería
- 1981-1983 :  Cordoue CF

## Palmarès
- Championnat de France :
  - Vice-champion : 1975
- DH Sud-Est « Ouest » : (D4 française)
  - Champion en 1976